# Сімфасі
Сімфа́сі (англ. Simphasi) — традиційна громада у складі дистрикту Мчинджі Центрального регіону Малаві.
Населення — 50571 особа (2018).